# HMS Sandön (57)
HMS Sandön (57) var en minsvepare i svenska flottan av Arholma-klass. Hon tjänstgjorde sommaren 1941 som bevakningsfartyg i samband med Östbysänkningarna utanför Öland. Efter ha tagits ur tjänst 1964 användes hon som målfartyg. Såldes senare till Karlskronavarvet samma år och skrotades 1969.

## Utlandsresa

### 1949
Gick runt England och till Färöarna. Med på resan var även flygplanskryssaren HMS Gotland och minsveparna HMS Örskär, HMS Grönskär och HMS Kullen.
1. Stockholm
2. Göteborg Anlöpte 12 maj 1949, avseglade 14 maj 1949
3. Antwerpen, Belgien Anlöpte 19 maj 1949, avseglade 22 maj 1949
4. Cobh (Queenstown), Irland Anlöpte 26 maj 1949, avseglade 28 maj 1949
5. Ardrassare, Skottland
6. Torshamn, Färöarna Anlöpte 2 juni 1949, avseglade 5 juni 1949
7. Stavanger, Norge Anlöpte 9 juni 1949, avseglade 12 juni 1949
8. Göteborg Anlöpte 14 juni 1949